# Protosincello
Un Protosincello (protosyncellus in latino o greco protosynkellos (πρωτοσύγκελλος), è il vicario principale del vescovo di un'eparchia per l'esercizio del potere amministrativo in una Chiesa ortodossa d'Oriente o nelle Chiese Cattoliche particolari di Rito Orientale. La posizione equivalente nelle chiese dell'Occidente Cristiano è il vicario generale.

## Descrizione
Il protosyncellus è normalmente un anziano sacerdote, archimandrita, corepiscopo o vescovo ausiliare, che viene selezionato per assistere il vescovo nelle sue responsabilità amministrative. In questa veste il Protosincello esercita il potere esecutivo dell'autorità episcopale sull'intera Eparchia, operando in nome e per conto del vescovo.
Il titolo deriva dal termine greco synkellos (σύγκελλος) (Sincello), da syn, "con", e kellion, "cella" (latino: cella). Synkellos era un termine usato alle origini del Cristianesimo per i monaci o chierici che vivevano nella stessa cella con i loro vescovi e il cui compito era di essere testimoni della purezza della loro vita o per eseguire gli esercizi spirituali quotidiani in comune con loro.
Nella Chiesa orientale sono diventati i consiglieri e i confessori di  patriarchi e Vescovi e sono stati loro segretari e uomini di fiducia. Nei Sinodi ecclesiali avevano diritto di voto e di sedere accanto ai loro maestri. Nel corso dei secoli, i patriarchi iniziarono a scegliere due o più sincelli, il più importante dei quali era chiamato protosynkellos, latinizzato come protosyncellus (Protosincello).
Il Vardapet della Chiesa armena è paragonabile alla sua funzione.
Un noto Syncellus fu Georgios Synkellos.

## Nelle missioni
Nelle Chiese cattoliche di rito orientale, il protosincello è anche l'ordinario delle dipendenze patriarcali, una giurisdizione pre-diocesana missionaria, direttamente detenuta oppure delegata all'ordinario da parte di una piena autorità episcopale, quale è un eparca titolare della giurisdizione che insiste sul perimetro territoriale di un'eparchia.